# ライトナー・グループ

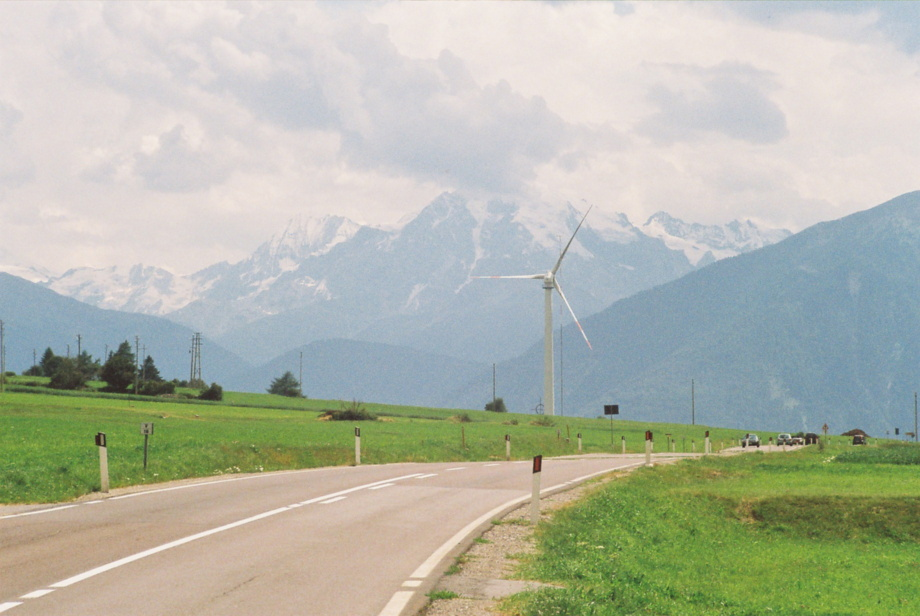
マールス（南ティロル）にあるレッシェン峠のライトウィンド風力タービン。

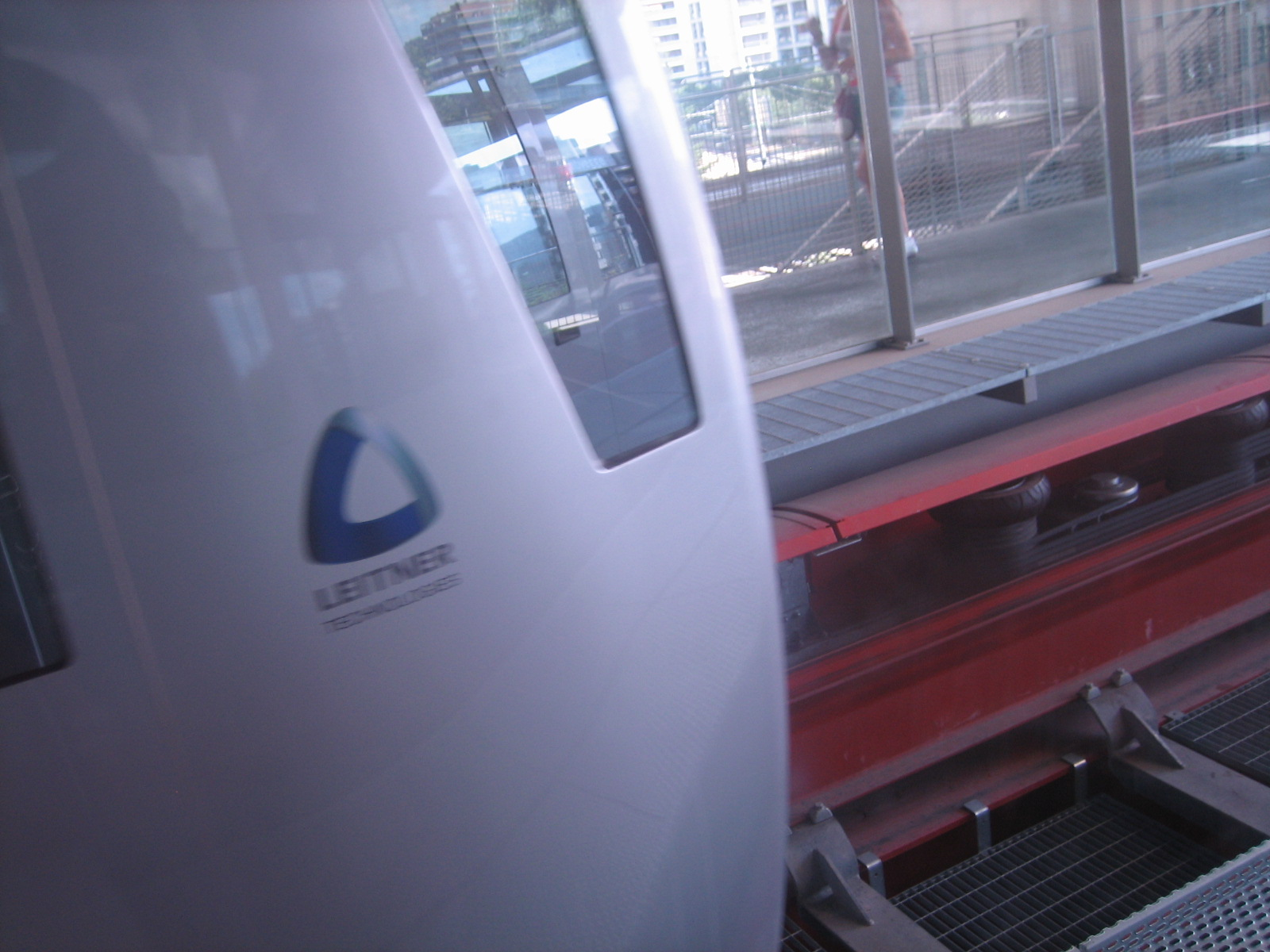
ライトナーのロゴがあるペルージャ・ミニメトロの1車両。

ライトナー・グループ（英: Leitner Group）は、イタリア共和国のボルツァーノ自治県（南ティロル）に拠点を置き、産業用および器材の会社をいくつか所有し運営する複合企業である。
1888年に、ガブリエル・ライトナー (Gabriel Leitner) によってライトナー株式会社（伊: Leitner S.p.A.）が設立され、2003年の再編によってライトナー・グループが形成された。
2013年現在、当グループには3,195人の従業員が従事している。
イタリアを代表するデザイン会社であるピニンファリーナ社と協力関係にあり、製品のデザインを委託している。

## グループ企業一覧
当グループが所有および経営している企業は、以下の通りである。
- ライトナー・ロープウェイズ (Leitner Ropeways)[2]

当会社は、懸垂式ケーブルカー、インクラインリフト、チェアウェイ、ロープウェイおよびスキーリフトを製造している。それらの機器は、
- ノルウェー王国のSjusjøenおよびBeitostølen
- スウェーデン王国のRomme Alpin
- フランス共和国のMéribel、クールシュヴェル (Courchevel)、およびサン・マルタン・ド・ベルヴィル (St. Martin de Belleville) にある特定リフト
- スイス連邦のヴェルビエ (Verbier)

にて運営されている。当会社のケーブルカー・システムとして、香港の昂坪 (Ngong Ping) と東涌 (Tung Chung) を昂坪360が結んでいる。
- Agudio[3]

当会社は、顧客ニーズに適応するために多大な柔軟性が必要となる、例えば以下のようなリフティングおよび運搬システムを専門としている。
- 前後移動の索道
- ケーブルカー
- 材料運搬用のロープウェイ
- ダム、橋梁および高架橋の建設用のインクラインリフト、フライングベルトコンベアおよびケーブルクレーン

- プリノート

スキー場および保養地で利用されるスノーグルーマーや、Camoplastよりボンバルディアのユーティリティービークル部門を買収した後の全地形車両の製造メーカー。車両デザインと内装は上述の通りピニンファリーナが担当しており圧雪車としては異例の流麗なルックスを持つ。日本の輸入代理店であるJFEプラントエンジ社でもこの点をセールスポイントとしている。
- ミニメトロ (MiniMetro)

都市輸送機関システムであるライトレールを設計および製造している。当会社は、ペルージャ市でのライトレール運行を提供するために、そのシステムの1つとしてミニメトロを導入した。
- DemacLenko[5]

人工降雪機メーカー。こちらもピニンファリーナが製品デザインを担当する。
- ライトウィンド（英語版） (Leitwind)[6]

風力発電システムを製作している。